# Guy Debord

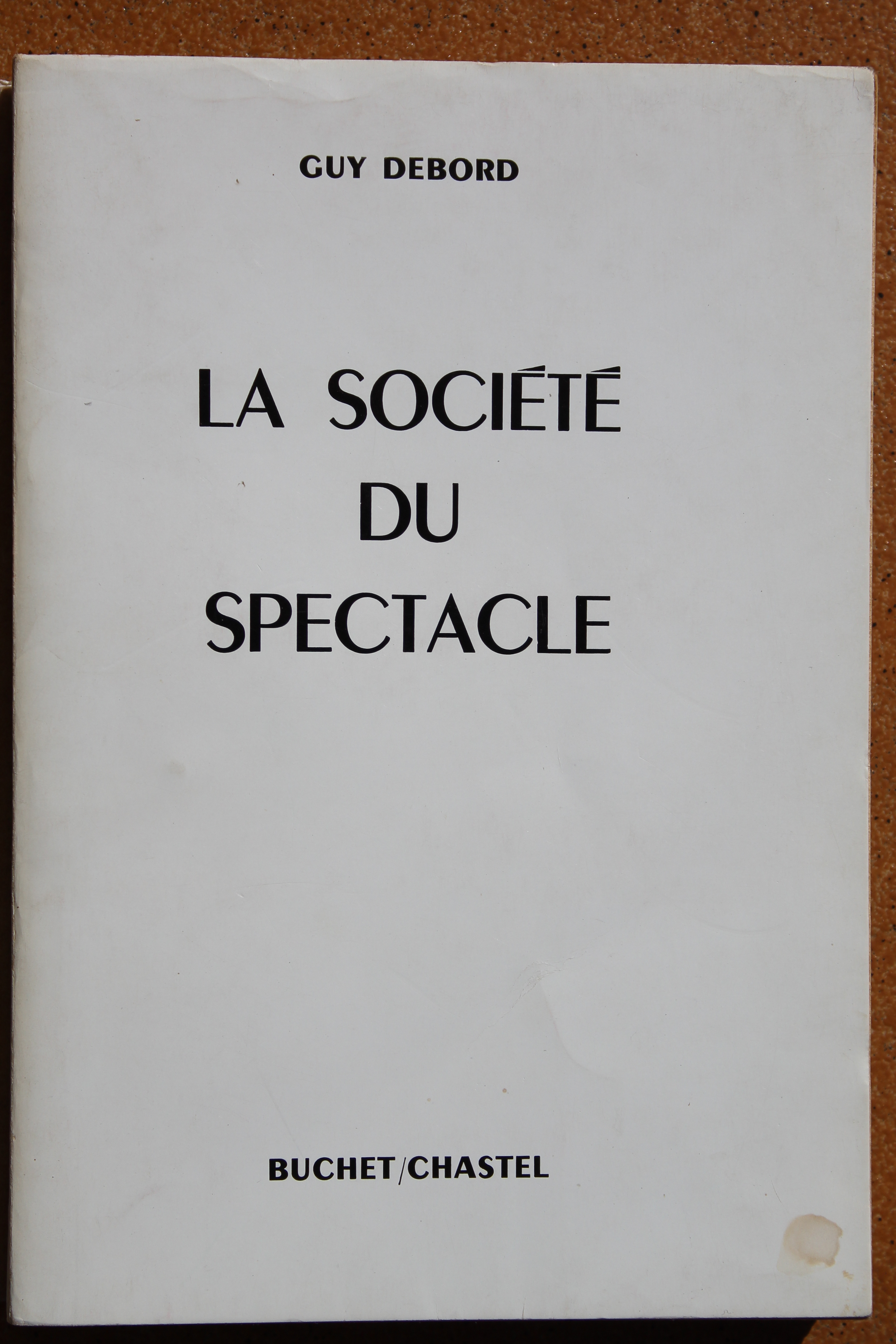
Edição francesa de "A sociedade do espetáculo".

Guy Debord (Paris, 28 de dezembro de 1931 – 30 de novembro de 1994) foi um escritor marxista francês e um dos pensadores da Internacional Situacionista e da Internacional Letrista. Seus textos foram uma das inspirações para as manifestações do Maio de 68, especialmente a retorno que propunha à última das teses sobre Feuerbach de Karl Marx, de modo que Debord percebe a filosofia como: "Aquilo que Marx atribuiu automaticamente ao proletariado, os Situacionistas associam a isso o ato de ir além e realizar a arte".
A Sociedade do Espetáculo é o trabalho mais conhecido de Guy Debord. Em termos gerais, as teorias de Debord atribuem a debilidade espiritual, tanto das esferas públicas quanto da privada, a forças econômicas que dominaram a Europa após a modernização decorrente do final da Segunda Grande Guerra.
Ele faz a crítica, como duas faces da mesma problemática, tanto ao espetáculo de mercado do ocidente capitalista (o espetacular difuso) quanto o espetáculo de estado do bloco socialista (o espetacular concentrado).
O que vemos é tentativa de mudanças no pensamento em relação a produção cultural vigente, ressaltou que é um ato de coragem executar um evento deste porte, mas vem em tempo oportuno, pois mudança similar a esta só foi vista há quinhentos anos no período renascentista com invenção da imprensa. Em tempos que a pesquisa ganhou um aliado forte com a internet, com apenas um clique podemos acessar os melhores acervos bibliográficos. Também ajuda a pensar como as redes sociais estão alterando a sensibilidade das pessoas, favorecendo a emergência de valores anticivilizatórios, explorados pela nova direita.
No entanto, Guy Ernest Debord não é apenas um competente leitor de Marx. Em sua obra podemos encontrar também referências outras como Mikhail Bakunin ou Sigmund Freud. Sua obra A sociedade do Espetáculo é o resultado de uma série de debates e leituras acerca dos conceitos desenvolvidos por Marx. Debate este que tem recebido contribuições enriquecedoras de diversas pessoas e de diversas ações. Pessoas como Anselm Jappe e Robert Kurz.
O ponto central de sua teoria é que a alienação é mais do que uma descrição de emoções ou um aspecto psicológico individual. É a consequência do modo capitalista de organização social que assume novas formas e conteúdos em seu processo dialética de separação e reificação da vida humana. Como uma constituição moderna da luta de classes, o espetáculo é uma forma de dominação da burguesia sobre o proletariado e do espetáculo, sua lógica e sua história, sobre todos os membros da sociedade.
Ao desenvolver sua ideia da sociedade do espetáculo, retoma e aprofunda o conceito de Marx do fetiche de mercadorias.
Debord constrói algumas estratégias que buscam resistir à alienação, como o (contra) cinema, os textos teóricos e a sua epistolografia, através da supressão ou derivação da realidade espetacular, destruindo os valores burgueses tal como a submissão ao mundo do trabalho. Em 30 de novembro de 1994, Guy Debord tirou a própria vida.